# Lucky Strike dans la culture populaire
 (mai 2012).
Si vous disposez d'ouvrages ou d'articles de référence ou si vous connaissez des sites web de qualité traitant du thème abordé ici, merci de compléter l'article en donnant les références utiles à sa vérifiabilité et en les liant à la section « Notes et références ».
 (mai 2012).
Liste des références à la marque de cigarettes Lucky Strike dans la culture populaire. Cette marque apparaît souvent comme un symbole de la culture américaine profonde ou, selon le thème, de l'américanisation du monde. Ces apparitions ou utilisations ont aussi un impact sur sa notoriété, et peuvent être publicitaires.

## Cinéma

### Cinéma hollywoodien
- Elle apparaît dans la série Mad Men. Lors du premier épisode de la série, le personnage Don Draper, publicitaire des années 1960, fume des Lucky Strike et est chargé de trouver un slogan pour la marque de cigarettes[1]. Il est d'ailleurs à l'origine (dans la série) du slogan It's toasted.
- Elle apparaît dans la série Boardwalk Empire.
- Elle apparaît dans la mini-série The Pacific.
- Elle apparaît dans la mini-série Frères d'armes.
- Dans le film Les Affranchis, on aperçoit les boîtes dans un camion volé et qu'on voit le jeune Henri Hill qui revend des paquets à la sortie d'une usine.
- Dans le film Saints and Soldiers, se déroulant pendant la Seconde Guerre mondiale.
- Dans le film Vol au-dessus d'un nid de coucou, on aperçoit des cartouches et des paquets de Lucky Strike.
- Dans le film True Lies, le paquet qui dissimule la caméra est clairement identifiable comme un paquet de Lucky Strike.
- Dans l'adaptation cinématographique du roman de Stephen King Misery, la seule cigarette que l'auteur se permet de fumer est celle suivant la fin de son roman, et on reconnaît sur celle-ci le logo Lucky Strike.
- Dans le générique de début du film Grease, un panneau publicitaire Lucky Strike est clairement mis en avant à plusieurs reprises.
- Tout comme dans le film Qui veut la peau de Roger Rabbit.
- Dans le film Un Monde parfait, de Clint Eastwood, Kevin Costner achète deux cartouches de Lucky Strike en faisant ses provisions.
- Dans le film La Neuvième Porte, Johnny Depp a toujours son paquet de Lucky Strike près de lui lorsqu'il travaille[2].
- Dans le premier opus de la série Le Flic de Beverly Hills, on voit Eddie Murphy dans une remorque de camion pleine de cartouche Lucky Strike.
- Sur l'affiche du film Pulp Fiction, un paquet de la marque est posé à côté de l'actrice Uma Thurman.
- Dans le film Les Évadés avec Tim Robbins et Morgan Freeman, ce dernier donne aux prisonniers des paquets de Lucky Strike, grâce à la contrebande qu'il a montée.
- Dans le film Hart's War, Lucky Strike est la marque de cigarettes consommée par les soldats américains détenus du camp Stalag VI.
- L'acteur américain James Dean était connu pour fumer des Lucky Strike[3].
- Dans le film Shutter Island, Lucky Strike est la marque des cigarettes consommées par Leonardo DiCaprio, vues au début du film elles étaient distribuées aux aides soignants dans l'hôpital psychiatrique.
- Dans la série United States of Tara, le mari de Tara mentionne que l'un des alter ego de sa femme, Buck, fume des Lucky Strike.
- Dans le film Malcolm X, Malcolm « Red » Little demande à la serveuse du bar un paquet de Lucky Strike.
- Dans le film Fenêtre secrète, Johnny Depp fume la dernière cigarette de son paquet à la fin du film et il s'agit d'une Lucky Strike.
- Dans le film Good Morning, Vietnam, les soldats Américains fument des Lucky Strike.
- Dans le film Brooklyn Boogie, Jim Jarmusch fume des Lucky Strike.
- Dans le film A Single Man, Colin Firth commande un paquet de Lucky Strike et une bouteille de whisky dans un bar.
- Dans le film The Jacket, Adrien Brody dans le rôle de Jack Starks fume une Lucky Strike dans un bar, Keira Knightley dans le rôle de Jackie Price lui en demande une.
- Dans le film Les Chèvres du Pentagone, plusieurs soldats Américains possèdent un paquet de Lucky Strike accroché à leur casque.

### Cinéma international
- Dans le film français Les Trois Frères, le personnage de Bernard Campan vole deux cartouches de Lucky Strike dans un bar tabac en faisant croire qu'il va chercher son appareil photo.
- Dans le film français Truands de Frédéric Schoendoerffer, le comédien Benoît Magimel sort très fréquemment son paquet de Lucky Strike.
- Dans le film d'animation japonais Cowboy Bebop, un paquet de Lucky Strike apparaît au générique de début.
- Dans le film français Elle s'en va, le personnage de Catherine Deneuve possède un paquet souple de cette marque au début du film.
- Dans le film français Le Grand Soir, une dame donne un paquet rigide de cette marque à Albert Dupontel lorsque ce dernier fait la manche.

## Littérature

### Littérature internationale
- Dans le manga Cowboy Bebop, le héros Spike Spiegel est un adepte des Lucky Strike.
- Dans le roman Ubik de l'auteur de science-fiction américain Philip K. Dick, situé dans un monde dégressif, est présente une variété imaginaire de Lucky Strike ultra compacte. Ces cigarettes jouent un rôle dans la compréhension de l'histoire et apparaissent à plusieurs endroits, notamment lorsqu'il s'agit pour le héros de se situer dans le temps.
- Dans le manga Great Teacher Onizuka, sur le distributeur automatique de cigarettes un logotype Lucky Strike est mis au-devant lorsque le professeur va acheter son paquet.
- Dans le manga Tokyo Ghoul : Re Taishi Fura tend un paquet de cigarettes Lucky Strike a Ginshi Shirazu
- Dans le livre The Shining de Stephen King, on apprend que Dick Hallorann fume des Lucky Strike.

## Autres
- Dans le clip Amerika de Rammstein, on voit un indien qui fume un paquet de Lucky Strike.
- Apparitions de la marque dans le jeu vidéo policier Blade Runner et dans le jeu vidéo d'infiltration Metal Gear Solid.
- Même si un paquet de Lucky Strike a été posé près du lieu de recueillement de Kurt Cobain, elles n'étaient pas forcément les cigarettes de prédilection du chanteur et guitariste du groupe Nirvana[4].
- Les Lucky Strike sont les cigarettes préférées de Solid Snake, héros de Metal Gear Solid.
- Un spot publicitaire pour les salles de cinéma française a été réalisé par Gérard Jugnot en 1987 pour les allumettes Lucky Strike - afin de contourner l'interdiction de la publicité pour les cigarette[5],[6].